# ليزا ليون
ليزا ليون (بالإنجليزية: Lisa Lyon)‏ هي عارضة وممثلة أمريكية، ولدت في 1953 بلوس أنجلوس في الولايات المتحدة.

## وصلات خارجية
- ليزا ليون على موقع IMDb (الإنجليزية)
- ليزا ليون على موقع قاعدة بيانات الفيلم (الإنجليزية)